# Bettina Raddatz
Bettina Raddatz (geb. Wübben; * 1951 in Aschendorf; † 31. Juli 2019 in Hannover) war eine deutsche Volkswirtin, Ministerialrätin sowie Sachbuch- und Krimiautorin.

## Leben
Bettina Raddatz studierte Wirtschaftswissenschaft an den Universitäten in Münster und Bonn. Nach ihrem Studium arbeitete sie zeitweilig freiberuflich für das Bundesbildungsministerium, wechselte dann in das niedersächsische Wirtschaftsministerium und wirkte später kurzzeitig als Geschäftsführerin eines Unternehmens. Zudem arbeitete sie im Bereich Öffentlichkeitsarbeit sowie als Beauftragte für den Mittelstand in der Niedersächsischen Staatskanzlei für einige „namhafte deutsche Spitzenpolitiker.“
Kurzzeitig wirkte Raddatz als Mitglied im Vorstand eines in Hannover ansässigen Verkabelungsunternehmens. Hierüber publizierte sie ihr viel beachtetes Buch Treu & Glauben – hinter den Kulissen eines Wirtschaftsskandals. Eine Managerin packt aus.

## Schriften (Auswahl)

### Sachliteratur
- Treu & Glauben. Hinter den Kulissen eines Wirtschaftsskandals. Eine Managerin packt aus, Erlebnisbericht und Autobiographie für die Jahre 1989 bis 1991, 2. Auflage, Frankfurt/Main; New York: Campus Verlag, 1991, ISBN 978-3-593-34585-7 und ISBN 3-593-34585-4; Inhaltsverzeichnis
- Hannover Connection 2.0. Justiz und Verwaltung im Zwielicht, Borsdorf: edition winterwork, [2017], ISBN 978-3-96014-333-8; Inhaltstext und Inhaltsverzeichnis

### Romane
- Der Spitzenkandidat. Roman, Wien: Braumüller Literaturverlag, 2011, ISBN 978-3-99200-045-6
- Die Staatskanzlei. Kriminalroman, Wien: Braumüller, 2012, ISBN 978-3-99200-058-6 und ISBN 3-99200-058-3; Inhaltstext
- Die Kanzlerkandidatin. Kriminalroman, Wien: Braumüller, 2013, ISBN 978-3-99200-085-2 und ISBN 3-99200-085-0; Inhaltstext
- Die Deutschland-Verschwörung. Politthriller, Reinbek: Lau, 2013, ISBN 978-3-941400-49-8; Inhaltstext